# Bataille du cap Palos (1938)
Pour les articles homonymes, voir Bataille du cap Palos.
Guerre d'Espagne
La bataille du cap de Palos fut le plus important des combats navals livrés durant la guerre d'Espagne. Il opposa 2 croiseurs légers et 5 destroyers républicains à une force nationaliste composée de 2 croiseurs lourds et 1 croiseur léger. Elle se déroula du 5 au 6 mars 1938, à quelque 70 milles marins à l'est du cap Palos, au sud de la péninsule Ibérique dans la région de Murcie. Elle se conclut par une victoire républicaine.

## Contexte

### Conditions stratégiques
Lors de l'éclatement de la guerre civile, la marine espagnole se partagea entre les deux camps. Le camp républicain réussit à conserver la plus grande partie des destroyers, tandis que les nationalistes gagnaient à leur camp deux croiseurs lourds dont la construction était presque achevée, le Canarias et le Baleares, sur la base navale d'El Ferrol au nord de la Galice.
Dans le camp républicain, la direction des navires fut enlevée aux officiers, suspects pour la plupart d'être proches des rebelles, et confiée à des comités de marins. Le plus souvent, les officiers sont exécutés sommairement Donc, rapidement, le manque d'officiers suffisamment formés finit par être un problème croissant. De plus, les approvisionnements en équipements, comme les torpilles, étaient irréguliers. La flotte républicaine souffrait donc d'un moral bas, d'un manque d'initiative et passait faiblement à l'action.
L'armada nationaliste, en revanche, était militairement soutenue par l'Italie et l'Allemagne. Elle souffrait en revanche d'un manque de navires prêts à opérer.

### Forces en présence
| Navires républicains | Type           | Navires nationalistes | Type               |
| -------------------- | -------------- | --------------------- | ------------------ |
| Libertad             | Croiseur léger | Baleares              | Croiseur lourd     |
| Méndez Núñez         | Croiseur léger | Canarias              | Croiseur lourd     |
| Gravina              | Destroyer      | Almirante Cervera     | Croiseur léger     |
| Lazaga               | Destroyer      | Umbe-Mendi            | Navire de commerce |
| Sánchez Barcaiztegui | Destroyer      | Aizkori-Mendi         | Navire de commerce |
| Lepanto              | Destroyer      |                       |                    |
| Almirante Antequera  | Destroyer      |                       |                    |

## Combats

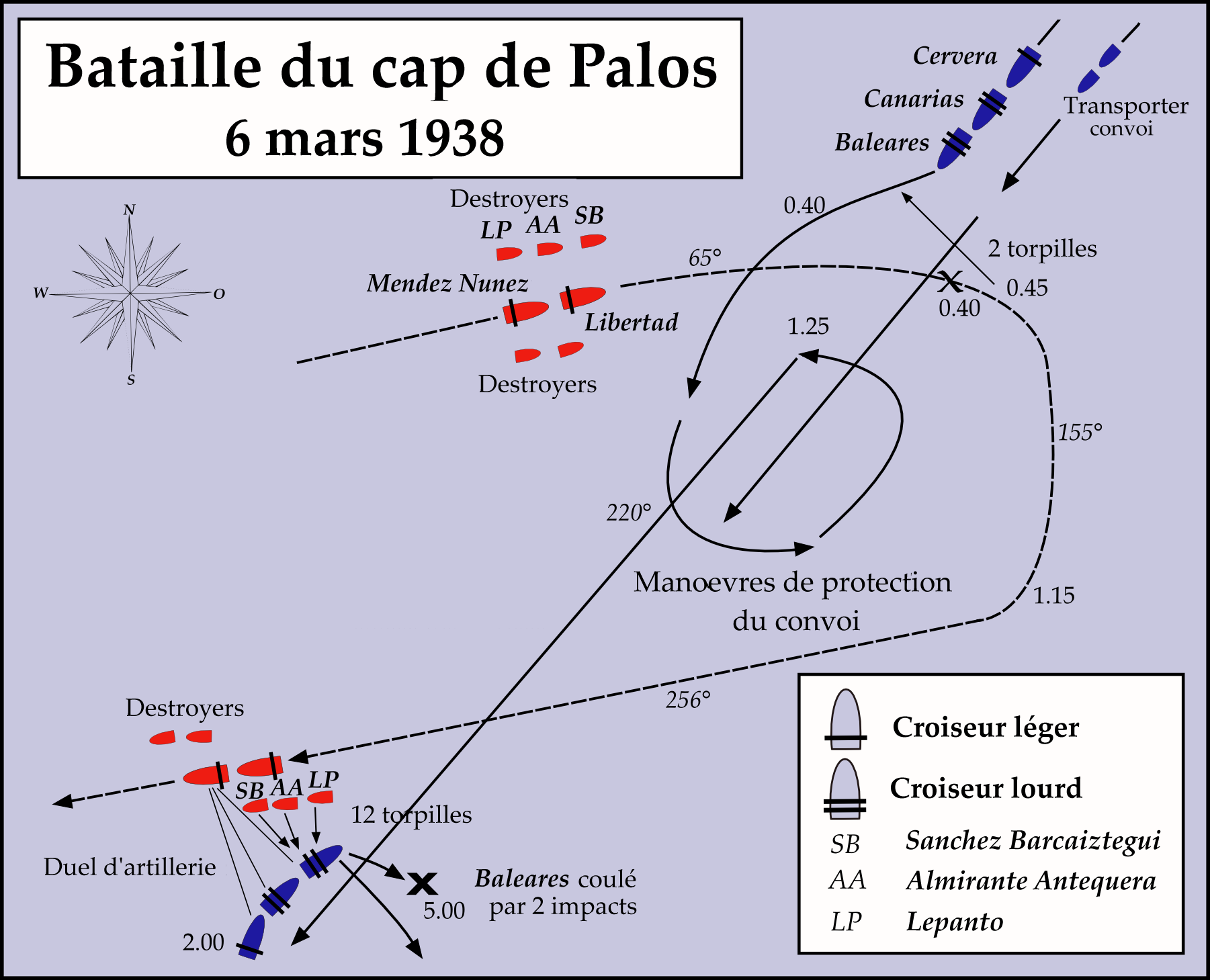
Carte de la bataille du cap de Palos

### Arrivée des navires
Le samedi 5 mars 1938, la flotte républicaine quitta le port de Carthagène pour une attaque contre les installations nationalistes du port de Palma de Majorque : le plan prévoyait de couler trois torpilleurs qui mouillaient dans ce port. Elle était composée de deux croiseurs légers, l'un récent (le Libertad), l'autre plus ancien (le Méndez Núñez), et de cinq destroyers.
Le même jour, les deux croiseurs nationalistes de classe Canarias, le Canarias et le Baleares, quittaient le port de Palma sous le commandement de l'amiral Manuel de Vierna, accompagnés par le croiseur léger Almirante Cervera et trois destroyers, le Velasco et deux autres de classe Teruel. Ils étaient chargés d'escorter un convoi qui transportait du matériel depuis l'Italie, chargé sur plusieurs navires de commerce, le Umbe-Mendi et l’Aizkori-Mendi. Le Baleares, accueillant normalement 800 marins, embarquait ce jour-là 1 223 hommes, car plusieurs devaient être débarqués à Cadix : il y avait des travailleurs de la Société espagnole de construction navale (Sociedad Española de Construcción Naval) et des jeunes de l'organisation marine de la Phalange espagnole, les Flechas Navales.
À la tombée de la nuit, les destroyers nationalistes rentrèrent à leur base, tandis que les deux croiseurs continuaient leur patrouille.

### Premier assaut
Les deux flottes se rencontrèrent par hasard, en pleine nuit. À 0 h 38, le Baleares aperçut, à 330° à bâbord, les silhouettes de plusieurs navires. Les deux flottes naviguant dans le noir, il ne faisait pas de doute que les nationalistes venaient de tomber sur des navires ennemis. Le destroyer républicain Sánchez Barcaiztegui lança deux torpilles contre le croiseur Almirante Cervera mais manqua son coup. Les nationalistes préférèrent s'écarter, pensant qu'à l'aube ils pourraient profiter de leur supériorité de feu, et les deux flottes se perdirent de vue. Les nationalistes engagèrent plusieurs manœuvres afin de se retourner [pas clair]. Vers 2h00, les flottes se trouvaient de nouveau au contact.

### Deuxième assaut
L'assaut fut décidé à 2h14. Les croiseurs nationalistes ouvrirent le feu sur le Libertad, à 5 000 mètres. Le Libertad répliqua, mais ce combat de croiseurs ne donna rien, en partie à cause du manque d'expérience au combat de nuit des équipages nationaliste et républicain. Profitant de ces combats entre croiseurs, les destroyers républicains Sanchéz Barcáiztegui, Lepanto et Almirante Antequera s'approchèrent à 3 000 mètres. Ils reçurent l'ordre d'attaquer et lancèrent douze torpilles. À 2h20, deux ou trois de ces torpilles, probablement celles du Lepanto, touchèrent le Baleares, endommageant gravement sa coque à hauteur du pont, du côté où se trouvaient les réserves de munitions. Cela déclencha une grande explosion, suivie de plusieurs autres. Le navire se retrouva sans direction et sans électricité, alors que le feu continuait à se propager au reste du bateau.
L'amiral de Vierna ordonna aux autres navires nationalistes, l’Almirante Cervera et le Canarias, de poursuivre leur route, abandonnant le Baleares, qui commençait à sombrer. Les navires républicains rentrèrent, eux, à Carthagène, où ils arrivèrent à 7h50.

### Sauvetage des survivants
À 40 milles marins du combat patrouillaient les destroyers britanniques HMS Boreas et HMS Kempenfelt, représentant les forces du traité de non-intervention. Ils rejoignirent le plus vite possible l'épave fumante du Baleares. Arrivés sur place, ils essayèrent de secourir les marins naufragés, alors que, à 5h10, le Baleares sombrait définitivement. Ils en secoururent 435, mais 786 moururent dans les eaux : l'amiral Manuel de Vierna en faisait partie. Durant le sauvetage, les destroyers britanniques furent pris pour cible par l'aviation républicaine : à 8h58, neuf Tupolev SB-2 attaquèrent les navires, faisant un mort et quatre blessés sur le Boreas.
Les blessés furent ensuite transférés sur les croiseurs nationalistes, revenus entre-temps. De là, ils furent ramenés à Palma, où ils arrivèrent dans la journée du 6 mars, à 15h45. Quatre blessés moururent des suites de leurs blessures.

## Conséquences

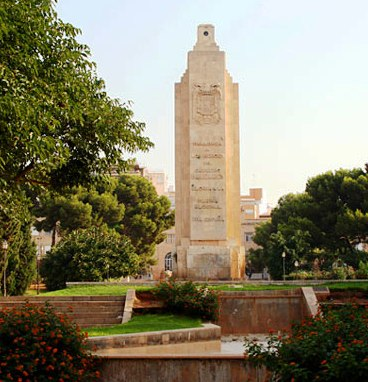
Monument aux morts du Baleares à Palma de Majorque.

Bien que la bataille du cap Palos fut la plus importante bataille navale de la guerre civile, elle n'eut que peu d'impact sur le cours de la guerre, les nationalistes conservant le contrôle du littoral espagnol. De plus, les enjeux principaux se jouaient sur terre : le 7 mars, les nationalistes lançaient une vaste offensive en Aragon, balayant les forces républicaines et coupant la zone républicaine, isolant la Catalogne du reste de l'Espagne et condamnant le gouvernement de la République. De plus, la perte du Baleares fut compensée quelques mois plus tard par la sortie du croiseur Navarra des chantiers navals en août 1938.

## Souvenir
Neuf jours après la bataille du cap Palos, le journal nationaliste La Ultima Hora lança une campagne de souscriptions afin que soit élevé un monument en souvenir du croiseur Baleares. Des contributions vinrent aussi bien d'Espagne que d'Italie ou d'Allemagne. Le projet fut confié aux architectes majorquins Francisco et José Roca Simó, aidés du sculpteur José Oertells Cabanellas. Le budget fut bouclé à 100 000 pesetas, pour un ensemble de 22 mètres de haut, représentant une ancre accompagnée de marins blessés. Il fut prévu que le monument serait élevé dans le centre de la ville de Palma de Majorque, dans le parc « Sa Feixina », et fut inauguré le 16 mai 1947 par Francisco Franco lui-même. Le monument fut, pour des raisons politiques, diverses fois vandalisé. Quoique restauré plusieurs fois, il reste en mauvais état.
D'autres monuments furent élevés en divers lieux. Dans la ville basque d'Ondárroa, d'où étaient originaires une cinquantaine de marins, furent également dressés deux monuments, un sur le port et un dans le cimetière. Il y en avait également dans les villes de Llerena, au musée de la Marine de Madrid, à Saint-Sébastien et à Algésiras.